# Lakatos Máté
Lakatos Máté (Zalaegerszeg, 1987. március 11. –) magyar színész.

## Életpályája
A helyi Csányi László Közgazdasági Szakközépiskolában érettségizett. 2013-ban végzett a Kaposvári Egyetem színművész szakán. 2013-2018 között a nyíregyházi Móricz Zsigmond Színház tagja volt. 2018-tól a kecskeméti Katona József Színház színésze.

## Fontosabb színházi szerepei
- William Shakespeare: Rómeó és júlia.... Paris, a herceg rokona
- William Shakespeare: Othello a néger mór.... Rodrigo, szerelmes nemes úr
- William Shakespeare: Coriolanus.... Római és volszk polgárok, szenátorok, urak, katonák, szolgák, összeesküdtek, hírnökök, a nép
- William Shakespeare: Macbeth.... Donailbain, Duncan másik fia, Gyilkos, Boszorkány
- Molière: Tudós nők.... Andor (Heni pasija)
- Carlo Goldoni: Nyaralás.... Tognino, ügyefogyott fiú
- Nyikolaj Vasziljevics Gogol: A revizor.... Abdulin, kereskedő
- Ivan Szergejevics Turgenyev: Egy hónap falun.... Schaaf, házitanító
- Friedrich Dürrenmatt: János király.... Chatillon (Fülöp követe)
- Eugene O’Neill: Amerikai Elektra.... Peter
- Georg Büchner: Leonce és Léna.... Az iskolamester, Szolga
- Ken Kesey: Száll a kakukk fészkére.... Scanlon
- Gotthold Ephraim Lessing: Emilia Galotti.... Appiani gróf
- Bohumil Hrabal: Túl zajos magány.... Gyáros, banktisztviselő
- Marius von Mayenburg: Mártírok.... Georg Hansen, tanuló
- Petőfi Sándor: Tigris és hiéna.... Elégedetlenkedő
- Szigligeti Ede: Liliomfi.... Gyuri, pincér
- Tamási Áron: Énekes madár.... Kömény Móka
- Móricz Zsigmond – Kocsák Tibor – Miklós Tibor: Légy jó mindhalálig.... Lisznyai úr
- László Miklós: Illatszertár.... Árpád; Jancsi
- Török Sándor: Ez az enyém!.... Rudi (Misi, Sanyi)
- Lázár Ervin: A kisfiú meg az oroszlánok.... Láz Jenő, oroszlán
- Gothár Péter – Selmeczi György – Kapecz Zsuzsa: Diótörő herceg.... Frici, Fakardin
- Lénárd Róbert: Tetkó.... Karcsi
- Agatha Christie: ... és már senki sem!.... Anthony Marston
- Thornton Wilder – Michael Stewart – Jerry Herman: Hello, Dolly!.... Barnaby Tucker
- John Kander – Fred Ebb: Chicago.... Aaron, Harry, Harrison
- Cseke Péter – Kocsis L. Mihály: Újvilág passió.... Első főpap
- Lévay Szilveszter – Michael Kunze: Elisabeth.... Hübner báró
- Ábrahám Pál: Bál a Savoyban.... Riporter
- Kálmán Imre: Cirkuszhercegnő.... Saskusin
- Eisemann Mihály – Békeffi István – Halász Imre: Egy csók és más semmi.... II. bíró, Pincér I., Vrabecz
- Kerékgyártó István: Rükverc.... szereplő
- Tóth Kata: A jegesmedve szerelmese.... Zöld úrfi
- Csukás István: Utazás aszempillám mögött.... Tornatanár, Hangutánzó bagoly, III. Nyúl, III. seregély, III. szónok, III. Vakond
- Szente Béla – Gulyás Levente: Rigócsőr király.... Józsi bá’; Márton barát; Gábor gyóntatója; Bazáros
- Szikora Róbert – Lezsák Sándor – Zsuffa Tünde: Az ég tartja a földet – Erzsébet, a szerelem szentje.... Godehard
- Antoine de Saint-Exupéry: A kis herceg.... Róka
- Patricia Highsmith: A Tehetséges Mr. Ripley.... Peter Smith-Kingsley, és mások
- Lee Hall – Tom Stoppard – Marc Norman: Szerelmes Shakespeare.... Wessex